# Yên Thịnh, Hữu Lũng
Yên Thịnh là một xã thuộc huyện Hữu Lũng, tỉnh Lạng Sơn, Việt Nam.
Xã Yên Thịnh có vị trí địa lý:
- Phía đông giáp xã Yên Sơn
- Phía tây giáp xã Hòa Bình
- Phía nam giáp xã Yên Vượng
- Phía bắc giáp xã Hữu Liên.

Xã Yên Thịnh có diện tích 56 km², dân số năm 1999 là 3.587 người, mật độ dân số đạt 64 người/km².
Theo thống kê năm 2019, xã Yên Thịnh có diện tích 56 km², dân số là 4.261 người, mật độ dân số đạt 76 người/km².